# Migliori rimbalzisti NBA
In questa pagina sono elencati i 50 giocatori che hanno segnato più rimbalzi nella stagione regolare NBA dal 1950-1951.
I rimbalzi segnati nei playoff, nell'ABA e nella NBL non sono inclusi.

## Classifica
Statistiche aggiornate al 15 aprile 2025.
|           | Eletto nella Basketball Hall of Fame                |
| Grassetto | Ancora in attività                                  |
| *         | Giocatore i cui rimbalzi in ABA non vengono contati |

| #  | Nome                | Rimbalzi | Partite | Media | Ruolo       | Esordio | Ritiro | Squadre |
| -- | ------------------- | -------- | ------- | ----- | ----------- | ------- | ------ | --- |
| 1  | Wilt Chamberlain    | 23924    | 1045    | 22,89 | Centro      | 1959    | 1973   | Philadelphia Warriors · San Francisco Warriors · Philadelphia 76ers · Los Angeles Lakers                                                                                        |
| 2  | Bill Russell        | 21620    | 963     | 22,45 | Centro      | 1956    | 1969   | Boston Celtics |
| 3  | Kareem Abdul-Jabbar | 17440    | 1560    | 11,18 | Centro      | 1969    | 1989   | Milwaukee Bucks · Los Angeles Lakers |
| 4  | Elvin Hayes         | 16279    | 1303    | 12,49 | Ala grande  | 1968    | 1984   | San Diego Rockets · Houston Rockets · Baltimore Bullets · Capital Bullets · Washington Bullets                                                                                  |
| 5  | Moses Malone*       | 16212    | 1329    | 12,20 | Centro      | 1976    | 1995   | Buffalo Braves · Houston Rockets · Philadelphia 76ers · Washington Bullets · Atlanta Hawks · Milwaukee Bucks · San Antonio Spurs                                                |
| 6  | Tim Duncan          | 15091    | 1392    | 10,84 | Centro      | 1997    | 2016   | San Antonio Spurs |
| 7  | Karl Malone         | 14968    | 1476    | 10,14 | Ala grande  | 1985    | 2004   | Utah Jazz · Los Angeles Lakers |
| 8  | Robert Parish       | 14715    | 1611    | 9,13  | Centro      | 1976    | 1997   | Golden State Warriors · Boston Celtics · Charlotte Hornets · Chicago Bulls |
| 9  | Kevin Garnett       | 14662    | 1462    | 10,03 | Centro      | 1995    | 2016   | Minnesota Timberwolves · Boston Celtics · Brooklyn Nets |
| 10 | Dwight Howard       | 14627    | 1242    | 11,78 | Centro      | 2004    | 2022   | Orlando Magic · Los Angeles Lakers · Houston Rockets · Atlanta Hawks · Charlotte Hornets · Washington Wizards · Philadelphia 76ers                                              |
| 11 | Nate Thurmond       | 14464    | 964     | 15,00 | Centro      | 1963    | 1977   | San Francisco Warriors · Golden State Warriors · Chicago Bulls · Cleveland Cavaliers                                                                                            |
| 12 | Walt Bellamy        | 14241    | 1043    | 13,65 | Centro      | 1961    | 1975   | Chicago Packers · Chicago Zephyrs · Baltimore Bullets · New York Knicks · Detroit Pistons · Atlanta Hawks · New Orleans Jazz                                                    |
| 13 | Wes Unseld          | 13769    | 984     | 13,99 | Centro      | 1968    | 1981   | Baltimore Bullets · Capital Bullets · Washington Bullets |
| 14 | Hakeem Olajuwon     | 13748    | 1238    | 11,11 | Centro      | 1984    | 2002   | Houston Rockets · Toronto Raptors |
| 15 | Shaquille O'Neal    | 13099    | 1207    | 10,85 | Centro      | 1992    | 2011   | Orlando Magic · Los Angeles Lakers · Miami Heat · Phoenix Suns · Cleveland Cavaliers · Boston Celtics                                                                           |
| 16 | Buck Williams       | 13017    | 1307    | 9,96  | Ala grande  | 1981    | 1998   | New Jersey Nets · Portland Trail Blazers · New York Knicks |
| 17 | Jerry Lucas         | 12942    | 829     | 15,61 | Ala grande  | 1963    | 1974   | Cincinnati Royals · San Francisco Warriors · New York Knicks |
| 18 | Bob Pettit          | 12849    | 792     | 16,22 | Ala grande  | 1954    | 1965   | Milwaukee Hawks · St. Louis Hawks |
| 19 | Charles Barkley     | 12546    | 1073    | 11,69 | Ala grande  | 1984    | 2000   | Philadelphia 76ers · Phoenix Suns · Houston Rockets |
| 20 | Dikembe Mutombo     | 12359    | 1196    | 10,33 | Centro      | 1991    | 2009   | Denver Nuggets · Atlanta Hawks · Philadelphia 76ers · New Jersey Nets · New York Knicks · Houston Rockets                                                                       |
| 21 | Paul Silas          | 12357    | 1254    | 9,85  | Ala grande  | 1964    | 1980   | St. Louis Hawks · Atlanta Hawks · Phoenix Suns · Boston Celtics · Denver Nuggets · Seattle SuperSonics                                                                          |
| 22 | Charles Oakley      | 12205    | 1282    | 9,52  | Ala grande  | 1985    | 2004   | Chicago Bulls · New York Knicks · Toronto Raptors · Washington Wizards · Houston Rockets                                                                                        |
| 23 | Dennis Rodman       | 11954    | 911     | 13,12 | Ala grande  | 1986    | 2000   | Detroit Pistons · San Antonio Spurs · Chicago Bulls · Los Angeles Lakers |
| 24 | Kevin Willis        | 11901    | 1424    | 8,36  | Ala grande  | 1984    | 2007   | Atlanta Hawks · Miami Heat · Golden State Warriors · Houston Rockets · Toronto Raptors · Denver Nuggets · San Antonio Spurs · Dallas Mavericks                                  |
| 25 | LeBron James        | 11731    | 1562    | 7,50  | Ala piccola | 2003    | —      | Cleveland Cavaliers · Miami Heat · Los Angeles Lakers |
| 26 | Patrick Ewing       | 11607    | 1183    | 9,81  | Centro      | 1985    | 2002   | New York Knicks · Seattle SuperSonics · Orlando Magic |
| 27 | Dirk Nowitzki       | 11489    | 1522    | 7,55  | Ala grande  | 1998    | 2019   | Dallas Mavericks |
| 28 | Elgin Baylor        | 11463    | 846     | 13,55 | Ala piccola | 1958    | 1971   | Minneapolis Lakers · Los Angeles Lakers |
| 29 | Pau Gasol           | 11305    | 1226    | 9,22  | Centro      | 2001    | 2019   | Memphis Grizzlies · Los Angeles Lakers · Chicago Bulls · San Antonio Spurs · Milwaukee Bucks                                                                                    |
| 30 | Dolph Schayes       | 11256    | 932     | 12,08 | Ala grande  | 1949    | 1964   | Syracuse Nationals · Philadelphia 76ers |
| 31 | Bill Bridges        | 11054    | 926     | 11,94 | Ala grande  | 1962    | 1975   | St. Louis Hawks · Atlanta Hawks · Philadelphia 76ers · Los Angeles Lakers · Golden State Warriors                                                                               |
| 32 | Andre Drummond      | 10981    | 904     | 12,15 | Centro      | 2012    | —      | Detroit Pistons · Cleveland Cavaliers · Los Angeles Lakers · Philadelphia 76ers · Brooklyn Nets · Chicago Bulls                                                                 |
| 33 | Jack Sikma          | 10816    | 1107    | 9,77  | Centro      | 1977    | 1991   | Seattle SuperSonics · Milwaukee Bucks |
| 34 | DeAndre Jordan      | 10785    | 1111    | 9,71  | Centro      | 2008    | —      | San Diego Clippers · Dallas Mavericks · New York Knicks · Brooklyn Nets · Los Angeles Lakers · Philadelphia 76ers · Denver Nuggets                                              |
| 35 | David Robinson      | 10497    | 987     | 10,64 | Centro      | 1989    | 2003   | San Antonio Spurs |
| 36 | Ben Wallace         | 10482    | 1088    | 9,63  | Centro      | 1997    | 2012   | Washington Bullets · Washington Wizards · Orlando Magic · Detroit Pistons · Charlotte Hornets · Chicago Bulls · Cleveland Cavaliers                                             |
| 37 | Tyson Chandler      | 10467    | 1160    | 9,02  | Centro      | 2001    | 2020   | Chicago Bulls · New Orleans Hornets · Charlotte Bobcats · Dallas Mavericks · New York Knicks · Phoenix Suns · Los Angeles Lakers · Houston Rockets                              |
| 38 | Dave Cowens         | 10444    | 766     | 13,63 | Centro      | 1970    | 1983   | Boston Celtics · Milwaukee Bucks |
| 39 | Bill Laimbeer       | 10400    | 1068    | 9,74  | Centro      | 1980    | 1994   | Cleveland Cavaliers · Detroit Pistons |
| 40 | Otis Thorpe         | 10370    | 1257    | 8,25  | Ala grande  | 1984    | 2001   | Kansas City Kings · Sacramento Kings · Houston Rockets · Portland Trail Blazers · Detroit Pistons · Vancouver Grizzlies · Washington Wizards · Miami Heat · New Orleans Hornets |
| 41 | Zach Randolph       | 10208    | 1116    | 9,15  | Ala grande  | 2001    | 2018   | Portland Trail Blazers · New York Knicks · Los Angeles Clippers · Memphis Grizzlies · Sacramento Kings                                                                          |
| 42 | Nikola Vucevic      | 10170    | 972     | 10,46 | Centro      | 2011    | —      | Philadelphia 76ers · Orlando Magic · Chicago Bulls |
| 43 | Shawn Marion        | 10101    | 1163    | 8,69  | Ala piccola | 1999    | 2015   | Phoenix Suns · Miami Heat · Toronto Raptors · Dallas Mavericks · Cleveland Cavaliers                                                                                            |
| 44 | Red Kerr            | 10092    | 905     | 11,15 | Centro      | 1954    | 1966   | Syracuse Nationals · Philadelphia 76ers · Baltimore Bullets |
| 45 | Rudy Gobert         | 9700     | 829     | 11,70 | Centro      | 2013    | —      | Utah Jazz · Minnesota Timberwolves |
| 46 | Bob Lanier          | 9698     | 959     | 10,11 | Centro      | 1970    | 1984   | Detroit Pistons · Milwaukee Bucks |
| 47 | Sam Lacey           | 9687     | 1002    | 9,67  | Centro      | 1970    | 1983   | Cincinnati Royals · Kansas City Kings · New Jersey Nets · Cleveland Cavaliers                                                                                                   |
| 48 | Dave DeBusschere    | 9618     | 875     | 10,99 | Ala grande  | 1962    | 1974   | Detroit Pistons · New York Knicks |
| 49 | Marcus Camby        | 9513     | 973     | 9,78  | Centro      | 1996    | 2013   | Toronto Raptors · New York Knicks · Denver Nuggets · San Diego Clippers · Portland Trail Blazers · Houston Rockets                                                              |
| 50 | Kevin Love          | 9497     | 952     | 9,98  | Ala grande  | 2008    | —      | Minnesota Timberwolves · Cleveland Cavaliers · Miami Heat |